# 渡良瀬橋

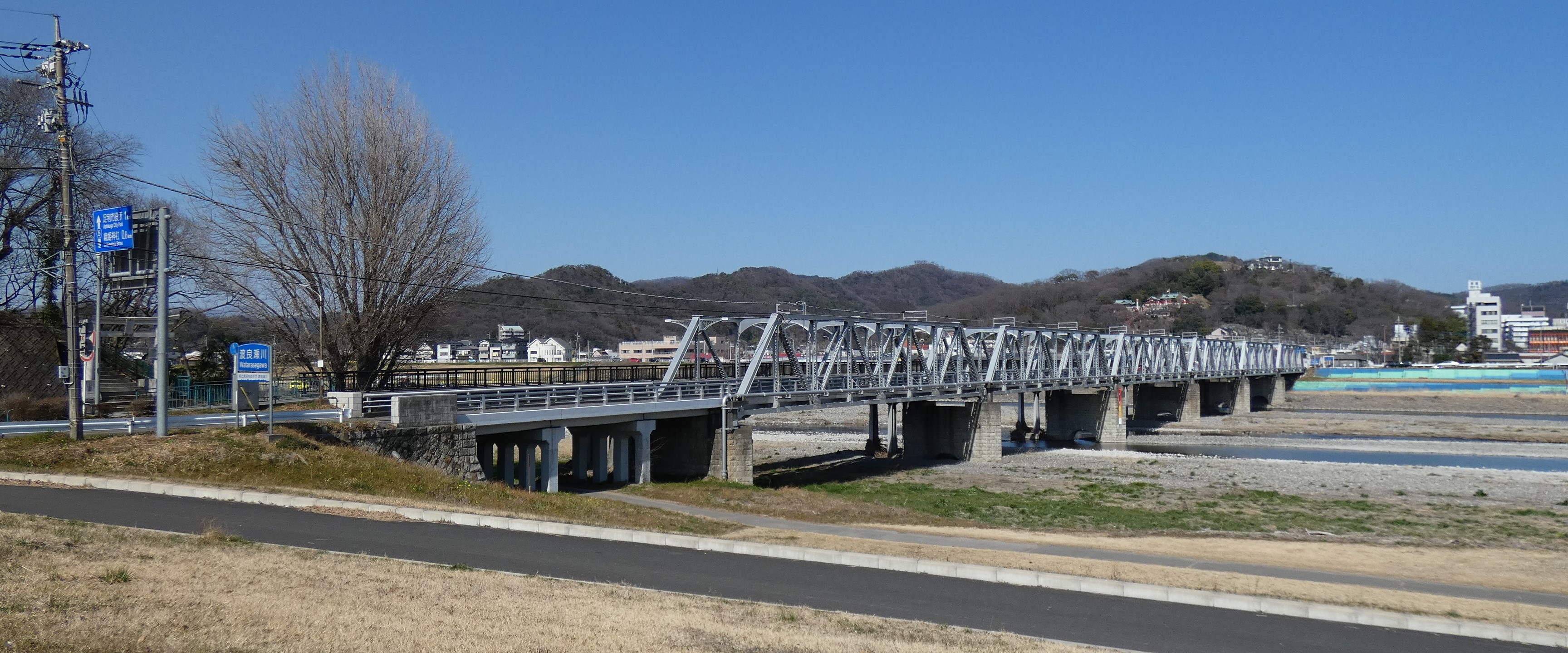
右岸東側（2020年2月）

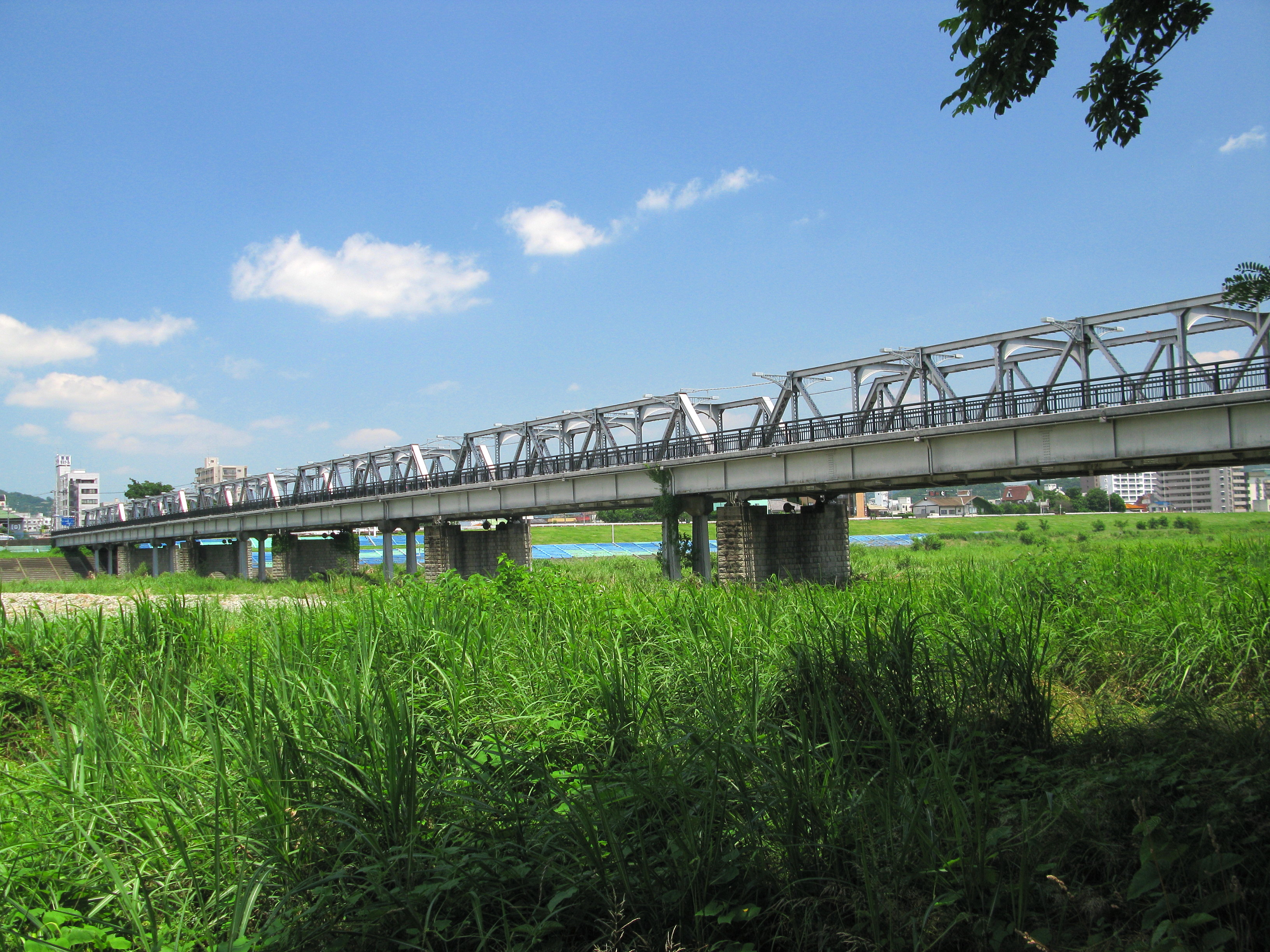
右岸西側（2012年6月）

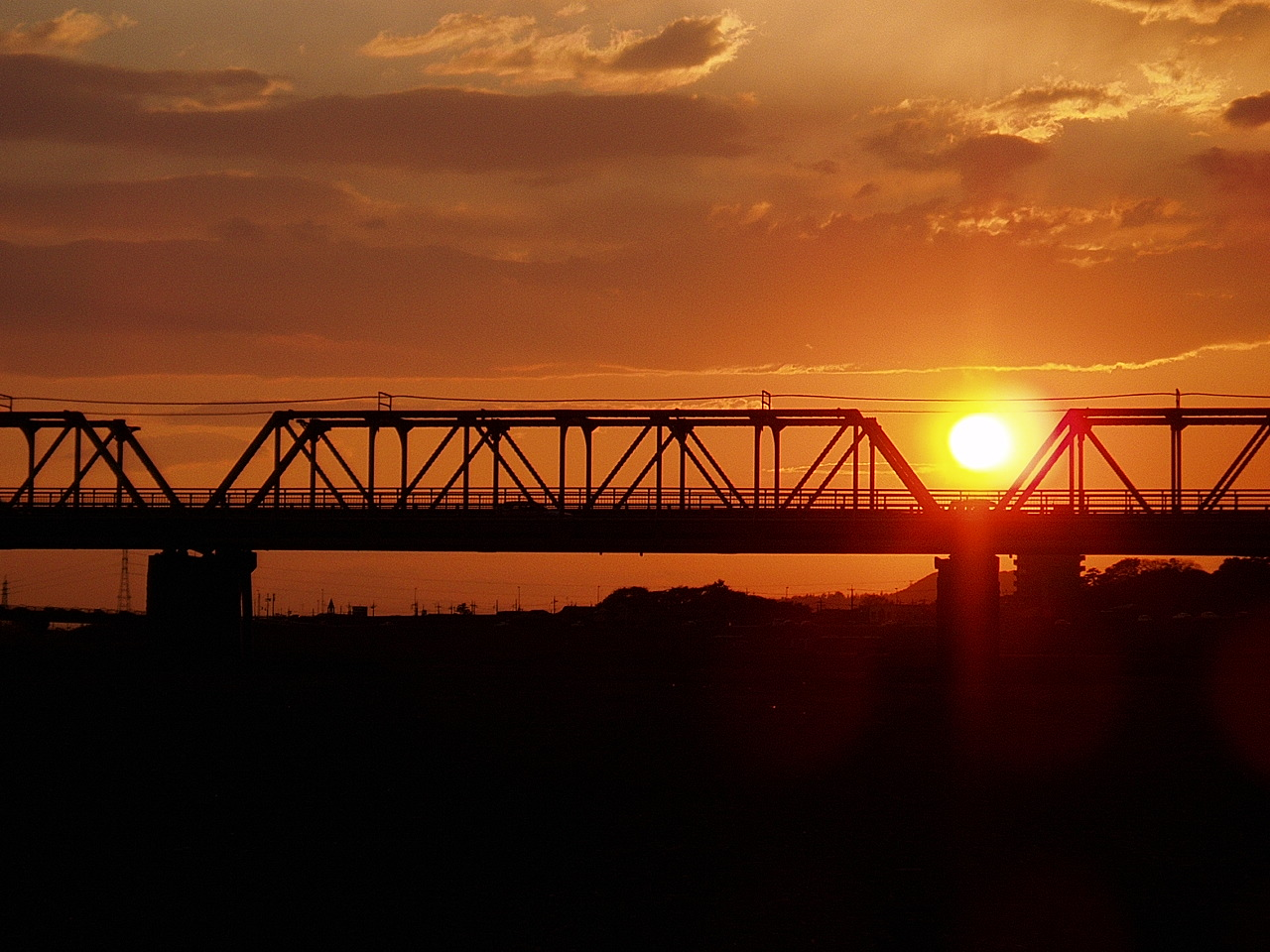
渡良瀬橋に沈む夕日（2007年4月28日撮影）

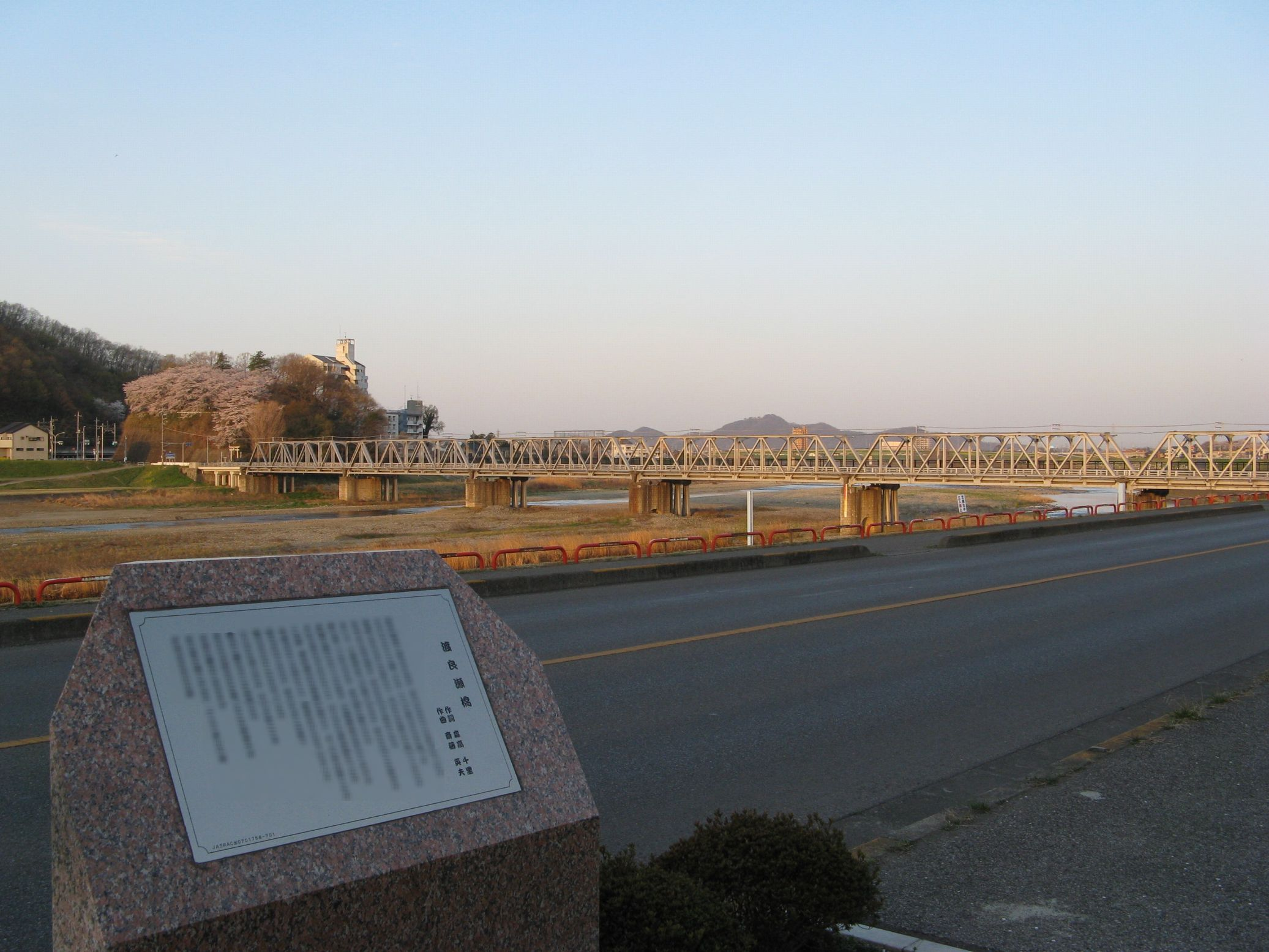
渡良瀬橋付近に建てられた「渡良瀬橋」の歌碑

渡良瀬橋（わたらせばし）は、栃木県足利市のほぼ中央を流れる渡良瀬川に架かる下路平行弦6連ワーレントラス橋。橋長243.27m、幅員5.5m。
森高千里がこの橋をモデルに同名の楽曲を発表したことによって存在が全国的に知られるようになり、観光名所となっている。

## 概要
渡良瀬橋は栃木県道5号足利太田線に指定され、東武伊勢崎線足利市駅から西へ約500mほどのところにある。
橋の上より望む夕日の美しさは森高の曲に歌われるほどで、西側に並行して架かる歩行者・自転車専用の橋から夕日を見ることが可能である。なお実際の渡良瀬橋には歩道はなく、渡良瀬橋は歩行者および自転車の通行が禁止されており、その旨の標識が設置されている。
1992年以前は地元の人間でも半数以上は別名の「鉄橋（てっきょう）」と呼んでいたため渡良瀬橋をあまり認識していなかった。呼び名のとおり鉄道の橋のような外観で、国交省の事務所が近くにあることから強度など安全面は点検されていたと思われるが、見た目は手入れもされず、鉄は所々錆びが出て茶色っぽい色の橋で鳥が巣を作っていた程であった。中心街に架かる3つの橋は下流から「田中橋」、「中橋」、「鉄橋」と呼ばれるのが一般的であった。しかし、1992年に森高が「渡良瀬橋」を歌うと「渡良瀬橋ってどの橋？？？」となり、一気に知名度が上がり、地元も力を入れ出し、外観も綺麗に塗装されて夜にはライトアップまでされ今では足利の観光名所の一つとなった。
橋の周囲には「渡良瀬橋」の歌碑が2007年に建てられ、碑の横のボタンを押すと「渡良瀬橋」が流れる。
市内には他に中橋、田中橋、岩井橋、福寿大橋、福猿橋、川崎橋など、数多くの橋が架かっている。

## 歴史
1934年9月竣工。施工業者は櫻田機械製造所（後のサクラダ）。平成時代に1度、改修工事が行われている。かつては1902年7月に架けられた木橋があったが（1917年に架け替え）、1934年11月に大日本帝国陸軍の大演習が足利で行われることになり、老朽化した旧橋を重量のある陸軍の車両が通行するのは困難ということで急遽架けられた橋で、総工費は9万5000円であった。
渡良瀬川に架かる現存の永久橋としては、最も古いとされている。ただし、国土交通省は渡良瀬川上流の松木川も渡良瀬川であると主張しており、松木川も含めると日光市足尾地区にある古河橋が、最も古い永久橋となる。

## 隣の橋
- 渡良瀬川
  - 渡良瀬川橋 - 緑橋 - 渡良瀬橋 - 中橋 - 田中橋